# Szamosbecs, Szabolcs-Szatmár-Bereg
Szamosbecs  este un sat în districtul Csenger, județul Szabolcs-Szatmár-Bereg, Ungaria, având o populație de 361 de locuitori (2011). 

## Demografie
Componența etnică a satului Szamosbecs
     Maghiari (89,42%)
     Romi (6,61%)
     Români (3,97%)
Componența confesională a satului Szamosbecs
     Reformați (69,81%)
     Fără religie (6,65%)
     Romano-catolici (6,37%)
     Greco-catolici (4,16%)
     Necunoscută (13,02%)
Conform recensământului din 2011, satul Szamosbecs avea 361 de locuitori. Din punct de vedere etnic, majoritatea locuitorilor (89,42%) erau maghiari, existând și minorități de romi (6,61%) și români (3,97%).  Din punct de vedere confesional, majoritatea locuitorilor (69,81%) erau reformați, existând și minorități de persoane fără religie (6,65%), romano-catolici (6,37%) și greco-catolici (4,16%). Pentru 13,02% din locuitori nu este cunoscută apartenența confesională.